# Station Flers
Station Flers is een spoorwegstation in de Franse gemeente Flers-de-l'Orne.